# Arwen
Arwen Undómiel är en fiktiv figur i J.R.R. Tolkiens värld om Midgård. Hon är en halvalv och dotter till Elrond och Celebrían, och syster till Elladan och Elrohir. Arwen är dessutom dotterdotter till Galadriel och Celeborn. När hon gifte sig med kung Aragorn II blev hon drottning av det återförenade konungariket Arnor och Gondor.

## Etymologi
Namnet Arwen betyder "ädel dam" på det alviska språket sindarin ('ar'= ädel, 'wen' = dam). Hennes andra namn, Undómiel betyder Aftonstjärna på Quenya ('undómë' = skymning, 'él' = stjärna).

## Film
I Peter Jacksons trilogi om Härskarringen, där Arwen fått en betydligt större roll än i böckerna, spelas Arwen av skådespelerskan Liv Tyler. I fanfilmen The Hunt for Gollum spelades Arwen av Rita Ramnani.